# 1-Tetradekanol
1-Tetradekanol (miristil alkohol) je zasićeni masni alkohol pravog lanca, sa molekulskom formulom . On je bela kristalna materija koja je praktično nerastvorana u vodi, a rastvorna je u dietil etru, i u manjoj meri u etanolu.
1-Tetradekanol se može pripremiti redukcijom miristinske kiseline, ili iz estara masnih kiselina sa reagensima poput litijum aluminijum hidrid ili natrijum.
Sa drugim masnim alkoholima, 1-tetradekanol se koristi kao sastojak kozmetičkih proizvoda kao što su kreme sa omekšavajućim svojstvima. On se takođe koristi kao intermedijar u hemijskoj sintezi drugih proizvoda, npr. sulfatisani alkohol.

## Spoljašnje veze
- „MSDS Number: ALCH414-1” (PDF). Procter and Gamble Chemicals. 17. 6. 2002. Архивирано из оригинала (PDF) 11. 3. 2006. г. (MSDS for 1-tetradecanol / Myristyl Alcohol)